# Ченцы (Сергиево-Посадский район)
Ченцы — деревня в Сергиево-Посадском районе Московской области, в составе муниципального образования Сельское поселение Шеметовское (до 29 ноября 2006 года входила в состав Ченцовского сельского округа).

## Население
| 2002 | 2006 | 2010 |
| ---- | ---- | ---- |
| 25   | ↘22  | ↗28  |

## География
Ченцы расположены примерно в 32 км (по шоссе) на север от Сергиева Посада, по левому берегу малой речки Вздериножки, бассейна реки Дубны, высота центра деревни над уровнем моря — 160 м.
На 2016 год в деревне зарегистрировано 1 садовое товарищество. Деревня связана автобусным сообщением с райцентром и соседними населёнными пунктами. Ранее в деревне существовали 2 несохранившиеся часовни.